# São Mateus e o Anjo
São Mateus e o Anjo ou A Inspiração de São Mateus é uma óleo sobre tela do artista barroco Michelangelo Merisi da Caravaggio, em homenagem ao apóstolo e evangelista São Mateus. Pintada em 1602, foi uma obra destinada ao altar principal da Capella Contarelli, localizada na Igreja de São Luís dos Franceses, em Roma. Na mesma capela, Caravaggio pintou dois retábulos representando a vocação e o martírio do santo.
Essa obra possui duas versões, já que a primeira não foi bem vista pela igreja na época, com o argumento de que o evangelista não estava representado em sua dignidade de evangelista e santo. Nela, o artista retratou São Mateus como um camponês, com pés nus e roupas simples, e que demonstra um semblante preocupado e aflito diante do livro sagrado.
Esta versão foi destruída durante a Segunda Guerra Mundial, restando apenas uma fotografia em preto e branco, que hoje pode ser vista em cores artificiais.

## História
Dois anos após pintar as telas laterais para a capela Contarelli, Caravaggio foi convocado a concluir o trabalho pintando o quadro central que retratava São Mateus e o Anjo, para ser colocada acima do altar da capela. A primeira versão de "São Mateus e o Anjo" tinha a pretensão de substituir um conjunto de esculturas de Jacob Cornelisz Cobaert (1535-1615), que foram rejeitadas em 1602 por François Cointrel Francesco Contarelli, neto do último cardeal francês Matthieu Cointrel (Matteo Contarelli, em italiano). Francesco Contarelli decidiu dar a Caravaggio a tarefa de apresentar a tela para o tempo do Pentecostes, no ano de 1602.
A ideia de um retábulo retratando "São Mateus e o Anjo" já estava nos planos do cardeal Matteo Contarelli por volta de 1560, quando ainda estava vivo. A decoração restante foi confiada primeiro ao artista Girolamo Muziano, que não as realizou. A tarefa foi então confiada a Cavalier d'Arpino, que realizava apenas os afrescos no cofre da capela. Então, a Fábrica de São Pedro, instituição criada para a gestão e cuidados com obras na Basílica de São Pedro, se comprometeu a realizar o trabalho na capela, mas interveio o representante do padre Berengherio Gessi, talvez com a mediação do cardeal Francesco Maria del Monte, dando a tarefa, por fim, à Caravaggio. Em seu testamento, o cardeal Matteo Contarelli aponta as diretrizes para a pintura da obra: ela deveria conter aproximadamente 142 centímetros de largura e 172 centímetros de altura, com "São Mateus na cadeira, com um livro ou volume à frente, com o melhor ângulo que puder colocá-lo, que mostre-o escrevendo ou querendo escrever o evangelho, ao mesmo tempo em que canta para ele o anjo que está mais alto do que o natural, em um ato que combina com a razão ou com outra aptidão".
De acordo com Giovanni Baglione e Giovanni Pietro Bellori, a primeira versão desta pintura foi rejeitada pela igreja, ("A pintura de um certo São Mateus, feita anteriormente para aquele altar de São Luís, ele não gostava disso")  e Giovanni Pietro Bellori ("[...] terminada a imagem de um São Mateus e colocada no altar, foi tirada pelos sacerdotes, que diziam que essa figura não tinha decoro, nem mesmo parecia um santo [...] "). De acordo com essas fontes, a pintura foi recusada porque o santo foi retratado como um semi-alfabetizado comum, com pernas curtas e cruzadas, às quais o anjo guiava fisicamente, também com sua mão, ao escrever o Evangelho. Segundo o historiador de arte Luigi Spezzaferro, porém, a primeira versão de "São Mateus e do Anjo" era um retábulo temporário, para ser temporariamente colocado na Capela, esperando que o trabalho terminasse. Pela primeira vez, a obra foi avaliada não apenas com uma função devocional e litúrgica, mas também considerada e apreciada por seu valor estético. As considerações de Baglione, portanto, foram essencialmente devidas aos contrastes e a individualidade da obra. Já Giovanni Pietro Bellori viu na figura de Caravaggio um caráter negativo, como em oposição ao ideal que ele tinha do Belo, seguindo os cânones clássicos da Accademia di San Luca, à qual ele era secretário.
Durante o século XVI, no entanto, a composição de obras em retábulos mudou. A centralidade do diálogo sagrado da "Virgem e a Criança no trono", por exemplo, foi alterada no final do século. Ludovico Carracci (1555-1619), pintor e impressor italiano do início do barroco, em sua obra "Pala Bargellini" de 1588, mudou a posição da Virgem, movendo-a para o canto da imagem, inspirando muitos outros artistas. Durante este período, as histórias dos mártires, os êxtases dos santos e a presença centralizada do herói-mártir, que deviam atrair os olhos do espectador, deram lugar ao que o cardeal Paleotti chamou de dulia, a veneração/contemplação do santo apenas. Assim, a representação tinha que ser protegida de exageros e abusos. Em suma, estava claro o que o pintor tinha que fazer e como era para ser feito o trabalho. O quadro não podia se limitar à representação comum do santo ou a interpretar genericamente uma cena, mas atender às intenções específicas da comissão eclesiástica.  
O historiador americano Irving Lavin (1927), especializado nos períodos renascentista e barroco, focalizou a atenção no evangelho judaico que um “assombrado” Mateus está escrevendo. O Evangelho de Mateus tem uma particular importância, porque foi o primeiro Evangelho (a primeira fonte da 'Vulgata) que testemunhou a vida de Jesus Cristo, antes de Lucas e Marcos, e que, portanto, era importante para a construção e para os fundamentos da fé da Igreja.

## A segunda versão

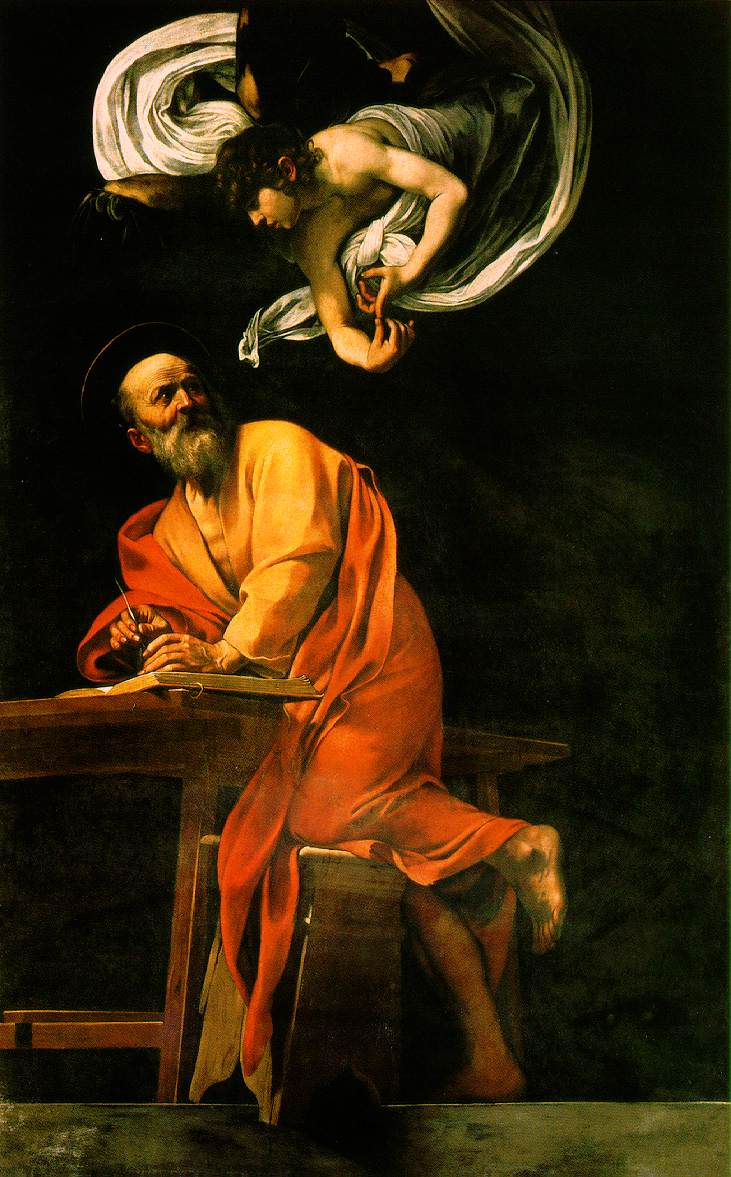
A segunda versão de "São Mateus e o Anjo" ou "A Inspiração de São Mateus" pode ser vista, ainda hoje, na Capella Contarelli, na Igreja de São Luís dos Franceses, em Roma.

A segunda versão da pintura, que permanece ainda hoje na Igreja de São Luís dos Franceses, já segue os cânones eclesiásticos da época: São Mateus, inspirado por um anjo e surpreso com um anjo que aparece atrás dele, escreve sobre o Evangelho. Ele é inspirado pelo anjo, mas não mais materialmente conduzido por ele que, com um gesto dos dedos, parece listar os fatos que o evangelista terá que escrever no livro. A única sugestão de "desprezo" dada críticos dessa versão da obra é a postura do santo, que parece estar prestes a começar a escrever, usando a caneta, de pé com os braços na mesa, e com a perna em um banquinho precário, como se quisesse apontar uma incerteza sobre o que escrever.
Como visto, a segunda versão da pintura não foi recusada, porque estava de acordo com as exigências da igreja, mas, ainda assim, Caravaggio desempenhou o tema com alguma liberdade, imprimindo na representação um contraste de claros-escuros, característicos de seu estilo, iluminado a tela de cima e imprimindo nela um caráter plástico, parecido com uma escultura, provavelmente lembrando, com alguma ironia, o grupo escultural do Coba Flamengo, que foi fortemente rejeitado pelo reitor Francesco Contarelli. Caravaggio, ao fazer seu primeiro São Mateus e o Anjo, com certa ingenuidade de intenção, queria dar à imagem um caráter não severo, expressando uma certa ingenuidade e comicidade. A este respeito, o historiador de arte italiana, Roberto Longhi, escreveu que o anjo, muito além de um ser celestial "mais que natural", parecia ser um "menino insolente, vestido com um lençol, como em uma representação sacra de um teatrinho paroquial ".  
Em suma, a figura destaca um aspecto muito particular, um o velho camponês miserável que era conduzido por um ser celestial demasiadamente humano, que não se ajustava à representação sagrada, mas que era mais apropriado para um "idílio" tizianesco. Enquanto os aspectos doutrinários, no contexto da pintura, tiveram dificuldade para serem compreendidos: como observa Irving Lavin, a inspiração da bagunça celestial conduz a mão do analfabeto que, como Sócrates, sabe que não sabe. Na segunda versão, mais dimensionada como retábulo, mais resistente, rigorosa e alinhada com cânones,São Mateus tem o aspecto mais claro e definitivo do intelectual que, embora um pouco atordoado, desenvolve "um processo de análise e Explicação estritamente racional da origem celestial ". Aqui, como é na concepção católica, o homem colabora com Deus: o anjo calcula com os dedos o início do Evangelho, o resumo da vida de Cristo, descendente de Davi.
Há ainda uma impressão maior de movimento na segunda imagem, onde, embora parados, os personagens não estão fixos, mas dinamizam- se um com o outro e com o espectador. "É de se esperar que a qualquer momento esses personagens se mexam, movimentem seus corpos, testa, boca, cabeça, braços e pernas, que Mateus em júbilo comece a escrever rapidamente e o Anjo a balbuciar louvores e hosanas, que o cenário se encha de brumas num instante e venha a clarear depois, em esplendor e luminosidade. Entretanto, isso não irá acontecer. Estamos diante de uma pintura, desta forma, a cena permanece a mesma, intacta, muito embora eternamente em movimento: Mateus sempre a escrever e o Anjo sempre a inspirar".